# Langweid am Lech
Langweid am Lech är en kommun och ort i Landkreis Augsburg i Regierungsbezirk Schwaben i förbundslandet Bayern i Tyskland.